# ポール・セント・ピーター
ポール・セント・ピーター（Paul St. Peter、1958年4月26日 - ）は、アメリカ合衆国の男性声優。ミネソタ州ミネアポリス出身。別名はジョージ・C・コール(George C. Cole)、フランシス・C・コール(Francis C. Cole)

## 出演作品

### テレビアニメ
1985年
- ロボテック（ゾア・プライム、コーグ、ロミィ）

1998年
- ふしぎ遊戯（声）

1999年
- カウボーイビバップ（パンチ、バーテン、ヘックス）
- serial experiments lain（ナレーター）
- 星方武侠アウトロースター
- デジモンアドベンチャー（レオモン、アポカリモン）

2000年
- デジモンアドベンチャー02（ワームモン、バクモン）
- トライガン
- るろうに剣心 -明治剣客浪漫譚-（月岡津南）

2001年
- 怪盗セイント・テール（水谷）
- デジモンテイマーズ（レオモン、ゴリモン）
- 女神候補生（Dr.クロウ）
- るろうに剣心 -明治剣客浪漫譚-（才槌）

2002年
- 風まかせ月影蘭（菊姫屋の部下）
- デジモンフロンティア（ケルビモン、もんざえモン/ワルもんざえモン、神原宏明、他）
- マシュランボー（ドッカク）
- るろうに剣心 -明治剣客浪漫譚-（警官）

2003年
- Witch Hunter ROBIN（本間弘、松永清）
- SDガンダムフォース（嵐の騎士 トールギス、ガンバイカー、ガンダイバー01、ザクレロゲート）
- スクライド（ビフ）
- Heat Guy-J（ライン）
- LAST EXILE

2004年
- 攻殻機動隊 STAND ALONE COMPLEX（今来栖尚）
- はじめの一歩（宮田の父、八木晴彦）
- B-伝説! バトルビーダマン（アルマーダ）
- RAVE（フーア）

2005年
- OVERMANキングゲイナー（シンジン）
- 巌窟王（フェルナン・ド・モルセール将軍）
- 最遊記RELOAD（独角児）
- サムライチャンプルー（丈二）
- NARUTO -ナルト-（九尾の狐）
- ビューティフル ジョー（キャプテンブルー）
- プラネテス（ギガルト・ガンガラガッシュ）
- What's New, Scooby-Doo?（ドラゴン）

2006年
- 最遊記RELOAD GUNLOCK（独角児）
- はじめの一歩 : チャンピオンロード（八木晴彦）
- ボボボーボ・ボーボボ（軍艦、ショウ・メイ）
- BLEACH（グランドフィッシャー）

2007年
- デジモンセイバーズ（ケラモン、クリサリモン、サーベルモン）
- ボボボーボ・ボーボボ（イシカワ・ゴエモン、やぎゅう）
- 流星のロックマン（オックス）

2009年
- NARUTO -ナルト- 疾風伝（九尾の狐）
- BLEACH（ヤミー・リヤルゴ）

2010年
- 結界師（鋼夜）

### 劇場アニメ
1996年
- 11人いる!（ナレーター）

1998年
- Red Hawk（ナレーター）

1996年
- アミテージ・ザ・サード POLY-MATRIX

1999年
- 機動戦士ガンダム
- パーフェクトブルー（レポーター）
- ブラック・ジャック（タケモト）

2000年
- Digimon: The Movie [2] （アンティラモン、ディアボロモン）
- フランダースの犬
- ルパン三世 カリオストロの城

2001年
- AKIRA（取調官）

2002年
- カウボーイビバップ 天国の扉（パンチ）

2003年
- ルパン三世 ルパンVS複製人間（マモー）※パイオニア版、ジョージ・C・コール名義

2004年
- 機動戦士ガンダムF91

2005年
- デジモンアドベンチャー02 ディアボロモンの逆襲（ワームモン、ディアボロモン、アーマゲモン）

2006年
- 機動警察パトレイバー the Movie（松井刑事、海法警備部長）※バンダイビジュアルUSA版
- 機動警察パトレイバー 2 the Movie（松井刑事、海法警視総監）※バンダイビジュアルUSA版

2007年
- パプリカ（粉川利美）

2011年
- 鉄拳 ブラッド・ベンジェンス（巌竜）
- REDLINE（ハメシュ・フリーニ〈ゴリライダー〉）

2017年
- ひるね姫 〜知らないワタシの物語〜（志島一心 / ハートランド国王）

2020年
- 名探偵コナン から紅の恋歌（大滝悟郎）

### OVA
1999年
- 機動戦士ガンダム0080 ポケットの中の戦争（ミハイル・カミンスキー〈ミーシャ〉）
- 機動戦士ガンダム0083 STARDUST MEMORY（サウス・バニング）

2006年
- 鴉 -KARAS-（輪入道）

### ゲーム
1998年
- ブレイヴフェンサー 武蔵伝（テキーラ総統）

2002年
- スカイガンナー（リヴァル）

2003年
- 真・三國無双3（袁紹）
- 真・三國無双3 猛将伝（袁紹）
- ゼノサーガ エピソードI［力への意志］（アンドリュー・チェレンコフ）

2004年
- エースコンバット5 ジ・アンサング・ウォー（セリョージャ・ヴィクトロヴィッチ・ニカノール、AWACS「オーカ・ニエーバ」）
- スターオーシャン Till the End of Time（ロキシ・ラインゴッド）
- 真・三國無双3 Empires（袁紹）
- ドラッグオンドラグーン（レオナール）

2005年
- 真・三國無双4（袁紹）
- テイルズ オブ ジ アビス（ファブレ公爵）
- ロマンシング サガ -ミンストレルソング-（テオドール）

2006年
- キングダム ハーツII（ゼムナス）
- 真・三國無双4 猛将伝（袁紹）
- 真・三國無双4 Empires（袁紹）
- バテン・カイトスII 始まりの翼と神々の嗣子
- ワイルドアームズ ザ フォースデトネイター（駅のアナウンス）

2007年
- エースコンバット6 解放への戦火（ヴィクトル・ヴォイチェク）
- 真・三國無双5（袁紹）
- 無双OROCHI（袁紹）

2008年
- キングダム ハーツ 358/2 Days（ゼムナス）
- 無双OROCHI 魔王再臨（袁紹）

2009年
- バイオハザード5（マジニ）

2010年
- サクラ大戦V 〜さらば愛しき人よ〜（髑髏坊）

2012年
- NINJA GAIDEN 3

2013年
- NARUTO -ナルト- 疾風伝 ナルティメットストーム3（九尾）

### 特撮
1996年
- パワーレンジャー・ジオ（トライターの声）

### 吹き替え
2001年
- ゼイラム2（カヌート〈栗原敏〉、田口〈渡辺哲〉

2003年
- ツイン・ドラゴン
- VERSUS（ジャケット）

### テレビ番組
- アイコンズ（本人出演）

### その他
2008年
- アドベンチャーズ・イン・ボイス・アクティング（本人出演）